# Équipe de France de rugby à XV au Championnat du monde des moins de 21 ans 2006
L'Équipe de France de rugby à XV au Championnat du monde des moins de 21 ans 2006 termine première de la compétition en battant l'Afrique du Sud en finale.

## Résultats

### Phase de poule
- Première journée

| 9 juin 2006 | Irlande | 8 – 26 | France | Stade au Complexe du Mas, Issoire |
| 9 juin 2006 |         |        |        | Stade au Complexe du Mas, Issoire |
| 9 juin 2006 |         |        |        | Stade au Complexe du Mas, Issoire |

- Deuxième journée

| 13 juin 2006 | France | 32 – 3 | Pays de Galles | Stade Couturier, Cournon-d'Auvergne |
| 13 juin 2006 |        |        |                | Stade Couturier, Cournon-d'Auvergne |
| 13 juin 2006 |        |        |                | Stade Couturier, Cournon-d'Auvergne |

- Troisième journée

| 17 juin 2006 | Afrique du Sud | 14 – 10 | France | Stade au Complexe du Mas, Issoire |
| 17 juin 2006 |                |         |        | Stade au Complexe du Mas, Issoire |
| 17 juin 2006 |                |         |        | Stade au Complexe du Mas, Issoire |

### Classement des poules
| Rang | Club             | J | V | N | D | Bo | Bd | Pm  | Pe | Diff | Pts |
| ---- | ---------------- | - | - | - | - | -- | -- | --- | -- | ---- | --- |
| 1    | Afrique du Sud   | 3 | 3 | 0 | 0 | 1  | 0  | 136 | 43 | +93  | 13  |
| 2    | Australie        | 3 | 3 | 0 | 0 | 1  | 0  | 82  | 51 | +31  | 13  |
| 3    | France           | 3 | 2 | 0 | 1 | 2  | 1  | 68  | 25 | +43  | 11  |
| 4    | Nouvelle-Zélande | 3 | 2 | 0 | 1 | 1  | 1  | 121 | 51 | +70  | 10  |

### Phase finale
- Demi-finale

| 21 juin 2006 | Australie | 17 – 32 | France | Stade Marcel-Michelin, Clermont-Ferrand |
| 21 juin 2006 |           |         |        | Stade Marcel-Michelin, Clermont-Ferrand |
| 21 juin 2006 |           |         |        | Stade Marcel-Michelin, Clermont-Ferrand |

- Finale

| 25 juin 2006 | Afrique du Sud | 13 – 24 | France | Stade Marcel-Michelin, Clermont-Ferrand |
| 25 juin 2006 |                |         |        | Stade Marcel-Michelin, Clermont-Ferrand |
| 25 juin 2006 |                |         |        | Stade Marcel-Michelin, Clermont-Ferrand |

## Feuille de match de la finale Afrique du Sud - France
(mt : 3-15)
Homme du match : Lionel Beauxis 
Points marqués :
Angleterre :
- 1 essais de Spies (78e)
- 1 transformations de Dollie (79e)
- 2 pénalités de Dollie (10e, 53e)

France :
- 6 pénalité de Beauxis (4e, 6e, 26e, 39e, 73e, 80e)
- 2 drop goal de Beauxis (14e, 70e)

Arbitre : Chris Pollock 
Résumé : La finale va consister surtout en un duel de buteurs, et si l'on exclut l'essai à la dernière minute de Pierre Spies, ce sont les deux demi d'ouverture qui s'échangent les coups de pied, aucun des deux ne sortant avant la fin de la rencontre. C'est le français Lionel Beauxis qui sort vainqueur de ce duel, marquant 6 pénalité et 2 drop goal, transformant à lui seul les 24 points de son équipe.
| Afrique du Sud -21 · Titulaires · 15 Marius Delport · 14 JP Pietersen · 13 Waylon Murray · 12 Brad Barritt · 11 Cedric Mkhize 40e · 10 Isma-eel Dollie · 9 Jano Vermaak 74e · 8 Keegan Daniel 50e · 7 Hilton Lobberts · 6 Pierre Spies 78e · 5 Wilhelm Steenkamp · 4 Nikolai Blignaut 74e · 3 Sangoni Mxoli · 2 Chiliboy Ralepelle 60e · 1 Heinke van der Merwe 74e · Remplaçants · 16 Adriaan Strauss 60e · 17 Bandise Maku 74e · 18 Alistair Hargreaves 74e · 19 Pieter Louw 50e · 20 Warren Malgas 74e · 21 Joey Mongalo 74e · 22 Scott Spedding 40e 74e | France -21 · Titulaires · Maxime Médard 15 · Florian Denos 14 · Maxime Mermoz 13 · 77e Grégory Puyo 12 · 44e Yann Fior 11 · Lionel Beauxis 10 · 74e Sébastien Tillous-Borde 9 · Damien Chouly 8 · 47e Fabien Alexandre 7 · Fulgence Ouedraogo 6 · Loïc Jacquet 5 · 57e Denis Drozdz 4 · 74e Yohan Montès 3 · 47e Laurent Sempéré 2 · 40e 74e Laurent Cabarry 1 · Remplaçants · 47e Guilhem Guirado 16 · 40e Thomas Domingo 17 · 57e Julien Le Devedec 18 · 47e Nicolas Bontinck 19 · 74e Julien Tomas 20 · 64e Thibault Lacroix 21 · 44e 64e 77e Matthieu Bourret 22 |

## Le groupe champion du monde
Les joueurs ci-après étaient présents au championnat du monde. Les noms en gras désignent les joueurs qui ont joué la finale. 
| Entraîneur | Entraîneur             | Didier Retière, Émile Ntamack                                                 |
| Avants     | Pilier                 | Thomas Domingo, Yohan Montès, Laurent Cabarry, Florian Cazalot, Damien Weber  |
| Avants     | Talonneur              | Guilhem Guirado, Arnaud Héguy, Laurent Sempéré                                |
| Avants     | Deuxième ligne         | Denys Drozdz, Loïc Jacquet, Julien Le Devedec                                 |
| Avants     | Troisième ligne aile   | Fulgence Ouedraogo, Steve Malonga, Fabien Alexandre, Nicolas Bontinck         |
| Avants     | Troisième ligne centre | Damien Chouly, Aurélien Béco                                                  |
| Arrières   | Demi de mêlée          | Fabien Cibray, Christophe Clarac, Sébastien Tillous-Borde, Julien Tomas       |
| Arrières   | Demi d'ouverture       | Lionel Beauxis                                                                |
| Arrières   | Centre                 | Thierry Brana, Thibault Lacroix, Maxime Mermoz, Arnaud Mignardi, Grégory Puyo |
| Arrières   | Ailier                 | Matthieu Bourret, Jacques Boussuge, Florian Denos, Yann Fior                  |
| Arrières   | Arrière                | Maxime Médard                                                                 |